# 土城駅 (天津市)
土城駅（どじょう-えき）は中華人民共和国天津市河西区に位置する天津地下鉄1号線の駅。

## 駅構造
- 島式ホーム1面2線の地下駅で、ホームドア完備。出口はA〜Dの4箇所ある。

## 駅周辺
- 天津医院
- 天津骨科医院
- 天津市公安局
- 土城小学
- 新城小区

## 歴史
- 2006年6月12日 - 開業。

## 隣の駅
- ■1号線

陳塘荘駅 - 土城駅 - 南楼駅
座標: 北緯39度05分16秒 東経117度13分37秒 / 北緯39.0877度 東経117.227度